# 인 더 더스트
《인 더 더스트》(프랑스어: Dans la brume)는 2018년에 개봉한 프랑스 영화이다. 2018년 11월 5일에 한국 영화 시장에 개봉하였다. 수입, 배급사는 씨네룩스.

## 시놉시스
마침내 미세먼지가 온 세상을 뒤덮었다!
유럽 곳곳에서 진도 6.7의 지진이 발생하며 혼란이 가속화되고 있는 가운데 프랑스 파리에 지진과 함께 미세먼지가 차오르는 사상 초유의 자연재해가 발생한다. 이미 다수의 사상자가 발생하며 파리 인구의 60%가 사망한 상황. 마티유는 아내 안나와 함께 건물 상층부로 간신히 대피하지만 미세먼지는 빠른 속도로 차오른다. 모두가 높은 지대로 대피하기 위해 혈안이 되어 있는 상황 속 마티유는 집 안에 갇혀 있는 딸을 구해야만 한다. 선천성 질환으로 인해 집 안의 밀폐된 캡슐 안에서만 살아갈 수 있는 딸을 구하기 위해 마티유와 안나는 필사의 사투를 벌이는데...

## 출연
- 로망 뒤리스
- 올가 쿠릴렌코
- 팡틴 아르뒤엥